# Some Things That Glitter
A Some Things That Glitter a kilencedik dal a Queen + Paul Rodgers formáció 2008-as The Cosmos Rocks albumáról.
Nyilatkozatok szerint Brian May volt a valódi szerzője, de megegyezés szerint nem jelölték külön a szerzőséget. A felvételen Paul Rodgers zongorázott. Egyike az album lassú, érzelmes dalainak, a kritikusok többek közt ezt a dalt is emlegették, mikor az albumot túlzott érzelgősséggel vádolták. Egy nyilatkozatban Rodgers azt mondta, hogy szemben az album természetes, spontán dalaival (Voodoo), ez a tökéletességre törekedő produceri munka egyik jó példája. A Record Collector kritikusa, aki az albumról az egyik ritka pozitív kritikát írta, az 1970-es évek glam rockjára vélt ráismerni a dalban.

## Közreműködők
- Paul Rodgers: ének, háttérvokál, zongora
- Brian May: elektromos gitár, háttérvokál
- Roger Taylor: dob, háttérvokál